# NGC 4161
NGC 4161 ist eine Spiralgalaxie mit aktivem Galaxienkern vom Hubble-Typ Sc im Sternbild Großer Bär am Nordsternhimmel. Sie ist schätzungsweise 223 Millionen Lichtjahre von der Milchstraße entfernt und hat einen Durchmesser von etwa 70.000 Lichtjahren.

Im selben Himmelsareal befindet sich u. a. die Galaxie NGC 4149.
Die Typ-II-Supernovae SN 2006dk und SN 2007gw wurden hier beobachtet.
Das Objekt wurde am 17. April 1789 von William Herschel entdeckt.